# Heather McPherson
Heather McPherson (ur. 9 maja 1972) – kanadyjska polityczka, członkini Nowej Partii Demokratycznej wybrana do Izby Gmin w wyborach federalnych w Kanadzie w 2019 roku jako przedstawicielka okręgu wyborczego Edmonton Strathcon. Wcześniej pełniła funkcję dyrektora wykonawczego Rady prowinicji Alberta ds. globalnej kooperacji.  
McPherson studiowała na Uniwersytecie Alberty, gdzie uzyskała tytuł licencjata i magistra w dziedzinie edukacji. McPherson została kandydatką w okręgu Edmonton Strathcon'a po tym, jak urzędująca Linda Duncan ogłosiła zamiar przejścia na emeryturę. Odstępując od stanowiska kierownictwa partii, poparła projekt rozbudowy rurociągu Trans Mountain. W 43. kadencji Parlamentu Kanady, która trwała od 2019 r. do ogłoszenia wyborów federalnych w 2021 r., była jedyną niekonserwatywną parlamentarzystką z prowincji Alberta.
W wyborach parlamentarnych w 2025, startując także z okręgu Edmonton Strahon'a uzyskała reelekcję będąc jedną z siedmiu parlamentarzystów tego ugrupowanie w Izbie gmin. Dotychczasowy lider Nowych Demokratów, Jagmeet Singh w wyniku utraty miejsca w parlamencie oraz utracie znacznej części miejsc  dla deputowanych jego partii ogłosił, zrzeczenie się przewodnictwa w tej formacji. W związku z czym, w 2025 przeprowadzone będą wybory partyjne, mające wyłonić nowego przewodniczącego tej partii. MCPherson jest postrzegana przez media jako jedna z możliwych przewodniczących ugrupowania. 